# Буерак (село)
Буерак — село в Марксовском районе Саратовской области. Входит в состав Подлесновского муниципального образования.

## География
Расположено на левом берегу реки Гнилуха (Тыманка), в 7 км к юго-западу от села Подлесное.

## История
Колония Брокгаузен (параллельно носила название Гуммель) основана в 1767 году 32-мя семьями из Ангальт-Дессау, Пруссии, Гессена и Саксонии. Вызывательская колония Борегардт. Первоначально заложено у р. Малый Караман, в 1770 году перенесено в более благоприятное место. В 1914 году на волне борьбы с немецкими названиями переименовано в Александровское. До 1920 года — лютеранско-реформатское село Панинской (с 1908 года — Рязановской) волости Николаевского уезда Самарской губернии. Затем в составе Панинского кантона АССР Немцев Поволжья. Административный центр Брокгаузенского сельсовета (включал также х. Гелентейх). Во время голода в Поволжье в 1921 году в селе умер 291 человек. В 1927 году на основании постановление ВЦИК «Об изменениях в административном делении АССР НП и о восстановлении традиционных названий её немецких селений» возвращено прежнее наименование. В 1931 году организован колхоз «Фрайхайт». С 1935 гола — в составе Марксштадтского кантона.
На основании Указа Президиума ВС СССР от 28.08.1941 о переселении немцев, проживающих в районах Поволжья, немецкое население села было депортировано. На основании Указа Президиума Верховного Совета РСФСР № 620/35 от 2 июля 1942 года «О переименовании некоторых сельских советов и населенных пунктов Саратовской области» переименовано в Буерак.

## Население
| 2002 | 2010 |
| ---- | ---- |
| 105  | ↘94  |

Численность населения:
| год     | 1769 | 1773 | 1788 | 1798 | 1816 | 1834 | 1859 | 1899 | 1910 | 1920 | 1926 | 1931 |
| ------- | ---- | ---- | ---- | ---- | ---- | ---- | ---- | ---- | ---- | ---- | ---- | ---- |
| человек | 109  | 86   | 107  | 142  | 243  | 431  | 666  | 999  | 1572 | 1396 | 771  | 988  |